# 千駄木駅
千駄木駅（せんだぎえき）は、東京都文京区千駄木二丁目にある、東京地下鉄千代田線の駅である。駅番号はC 15。
東京都区部のほぼ中心に存する文京区の北東端、JR東日本山手線の内側に位置している。

## 概要
当駅が所在する「千駄木」は、隣接する「谷中」、「根津」と合わせ、メディア等で「谷根千」と紹介される事が多い。当駅周辺にはレトロな建物や歴史的建造物、史跡などが比較的残され、昔の建物をリノベーションした店舗等も増えており、Lonely Planetなどの海外の旅行ガイドブックにも紹介されている事から、観光客の姿を多く見かけるエリアである。

## 歴史
- 1969年（昭和44年）12月20日：開業。
- 2004年（平成16年）4月1日：帝都高速度交通営団（営団地下鉄）民営化に伴い、当駅は東京地下鉄（東京メトロ）に継承される[9]。
- 2007年（平成19年）3月18日：ICカード「PASMO」の利用が可能となる[10]。
- 2014年（平成26年）6月28日：1番線、2番線両ホームと地上改札を一本で結ぶエレベーターが完成。それに伴い、エレベーター専用口が新設、駅事務所がエレベーターで結ばれた2階に移転。
- 2018年（平成30年）10月27日：発車メロディを導入。
- 2019年（平成31年）3月9日：ホームドアの使用を開始。
- 2024年(令和6年)11月22日:1・2番改札口が終日無人化。

## 駅構造
単式ホーム1面1線上下2層構造の地下駅で、1番線ホームの下に2番線ホームが設置されている。駅中心部における地表からレール面までの深さは、1番線が9.6 m、2番線が15.4 mある。
開業時からホーム間を結ぶエスカレーターが設置されているが、2014年の駅改良工事で地上とホームを結ぶエレベーターが設置され、同時にエレベーター専用改札口も設置された。他の東京メトロの駅にあるエレベーター専用改札口とは違い、当駅は地上に設置されており、自動券売機や自動精算機も設置されている。

### のりば
| 番線 | 路線     | 行先                     |
| ---- | -------- | ------------------------ |
| 1    | 千代田線 | 代々木上原・伊勢原方面   |
| 2    | 千代田線 | 北綾瀬・我孫子・取手方面 |

（出典：東京メトロ:構内図）

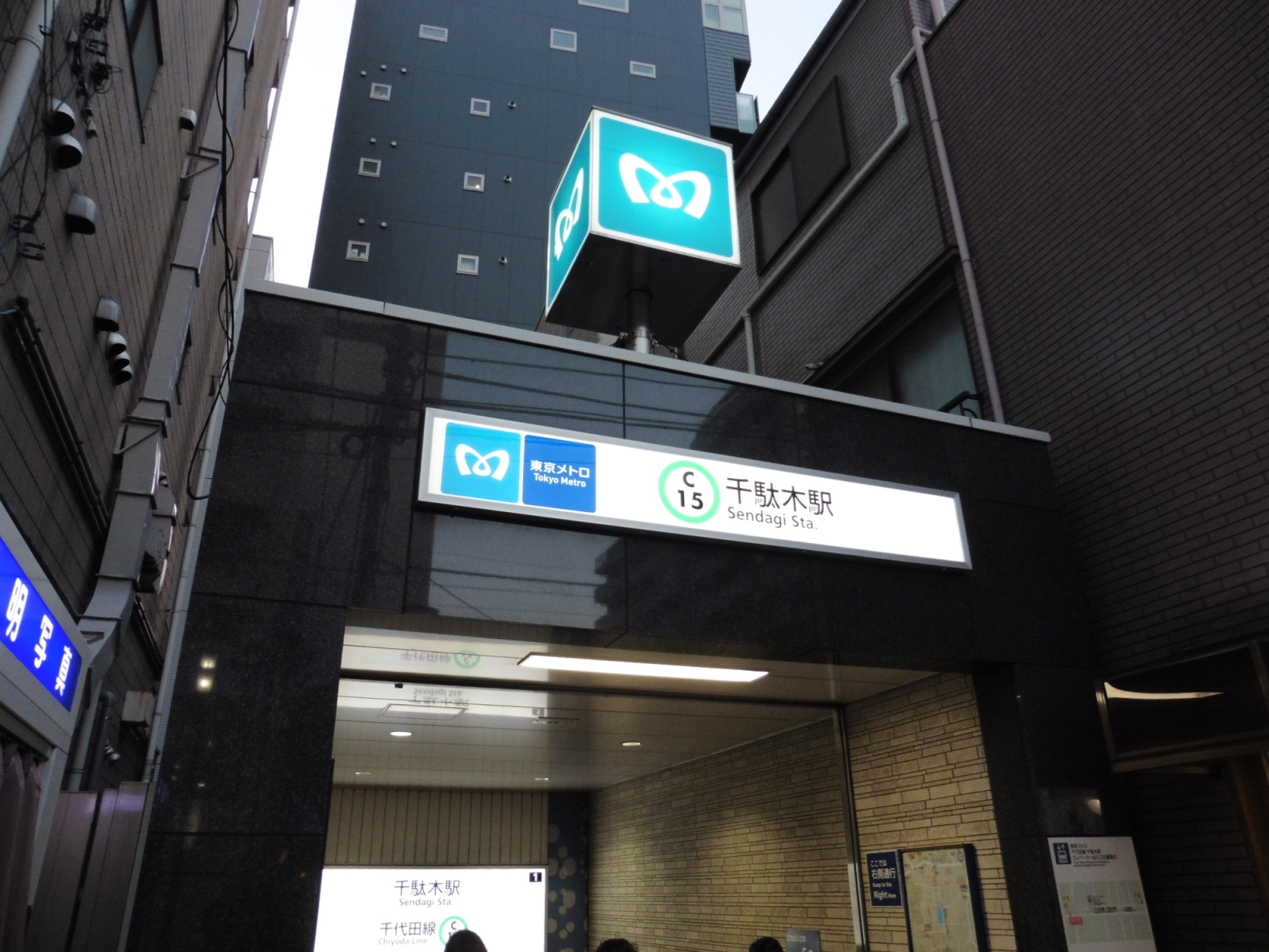
1番出入口（2018年3月）
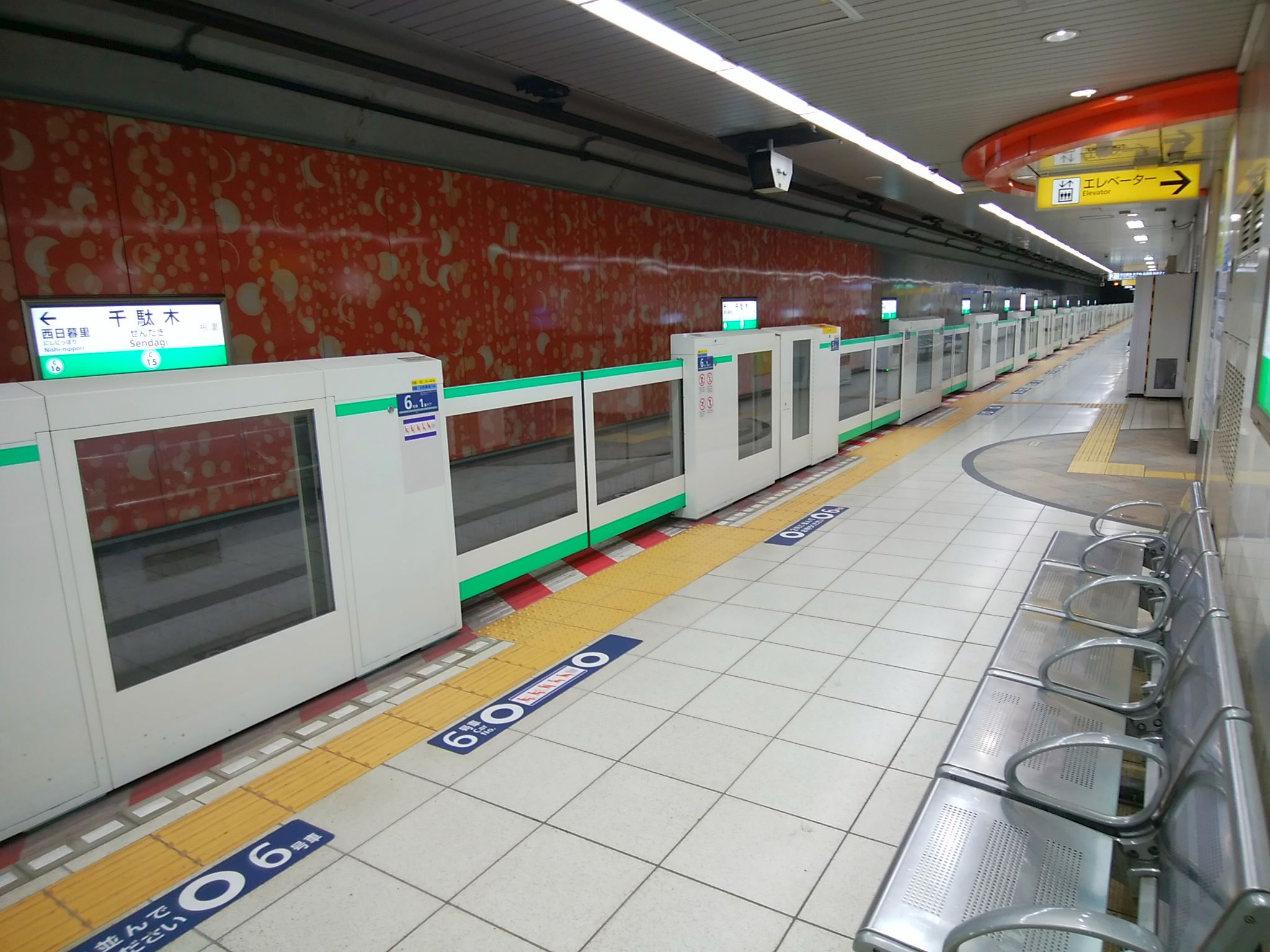
プラットホーム（2020年3月）
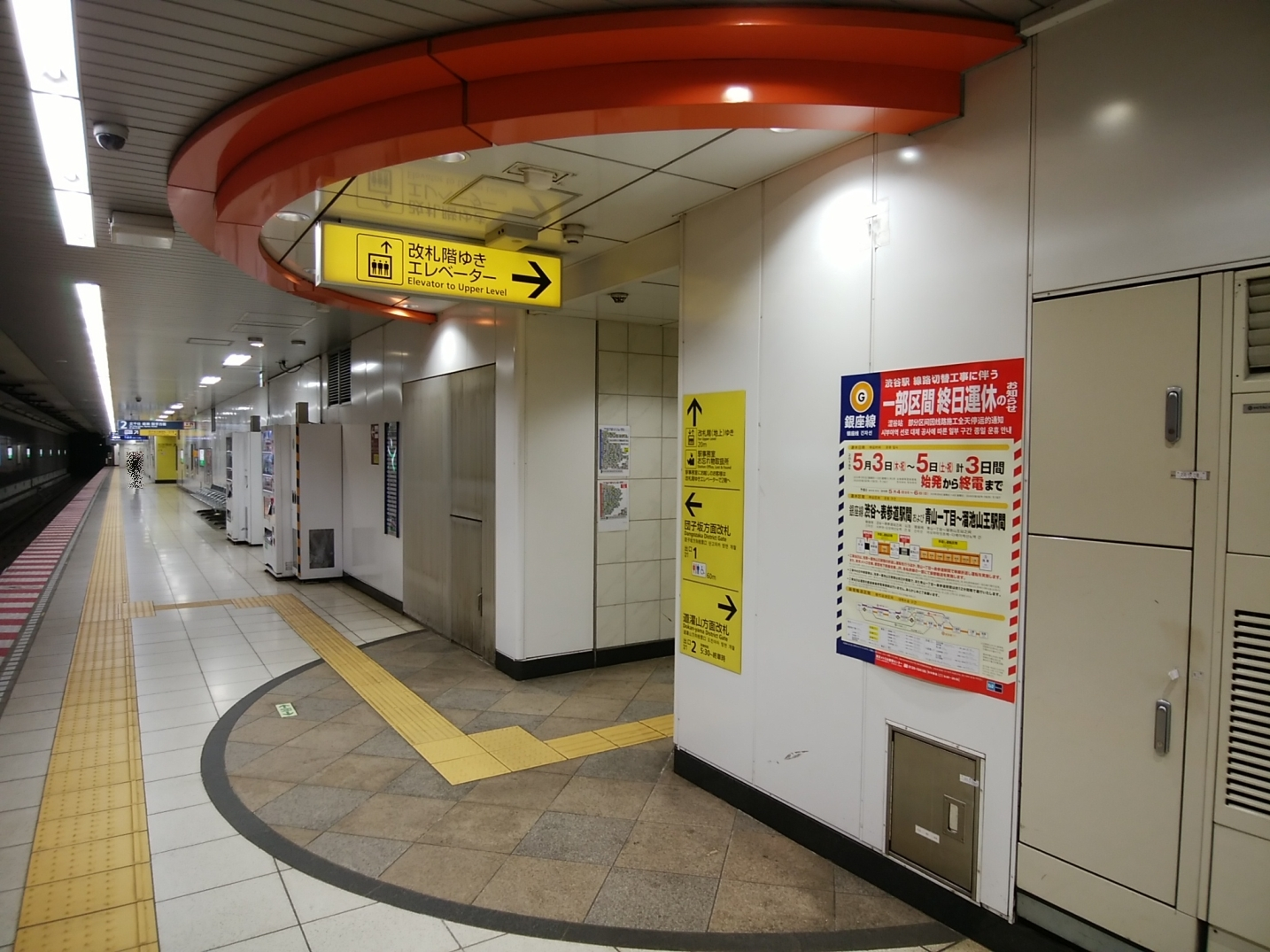
エレベータ専用改札等行きエレベータ・プラットホーム側出入口（2018年3月）
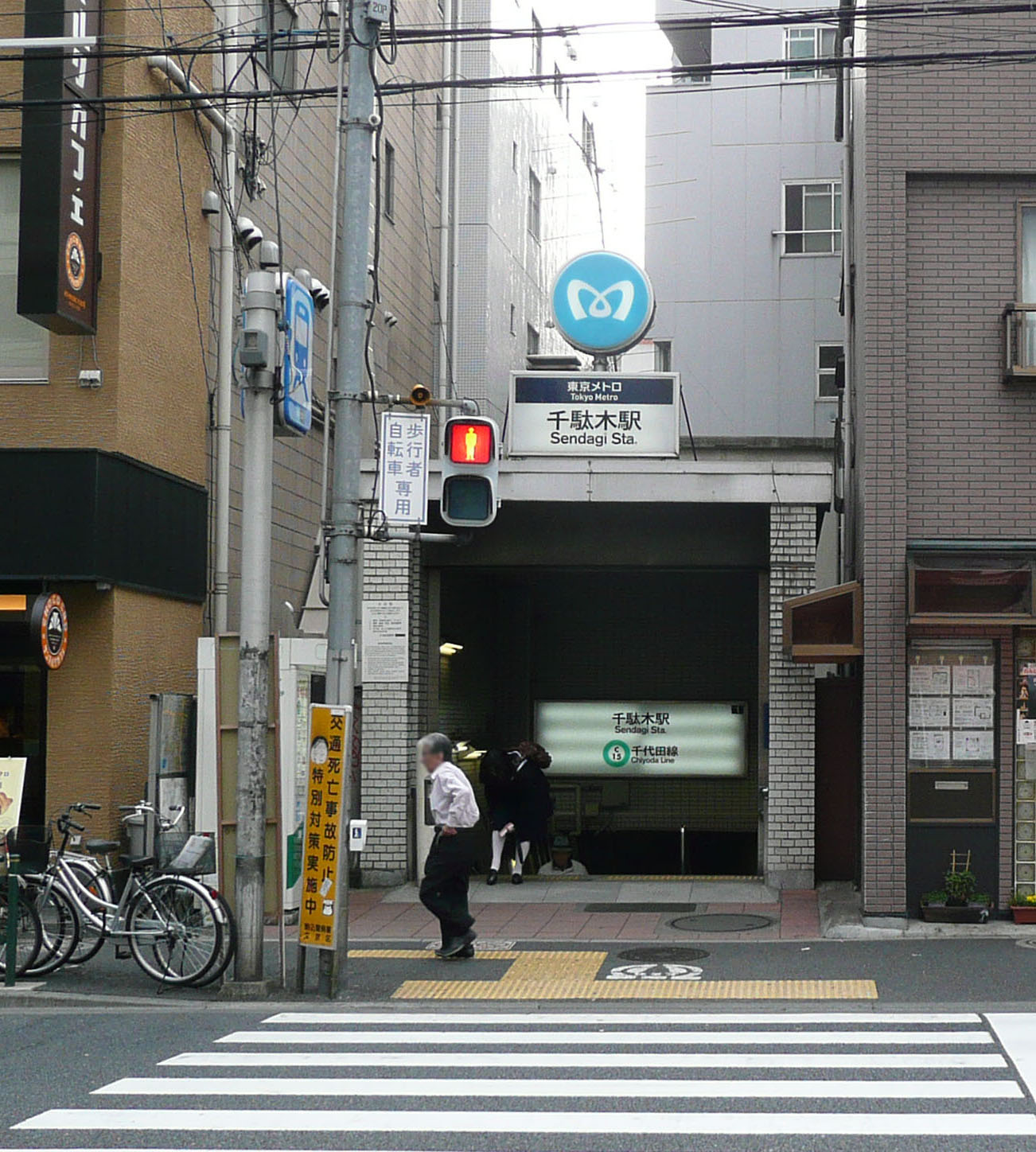
リニューアル前の1番出入口（2010年5月）
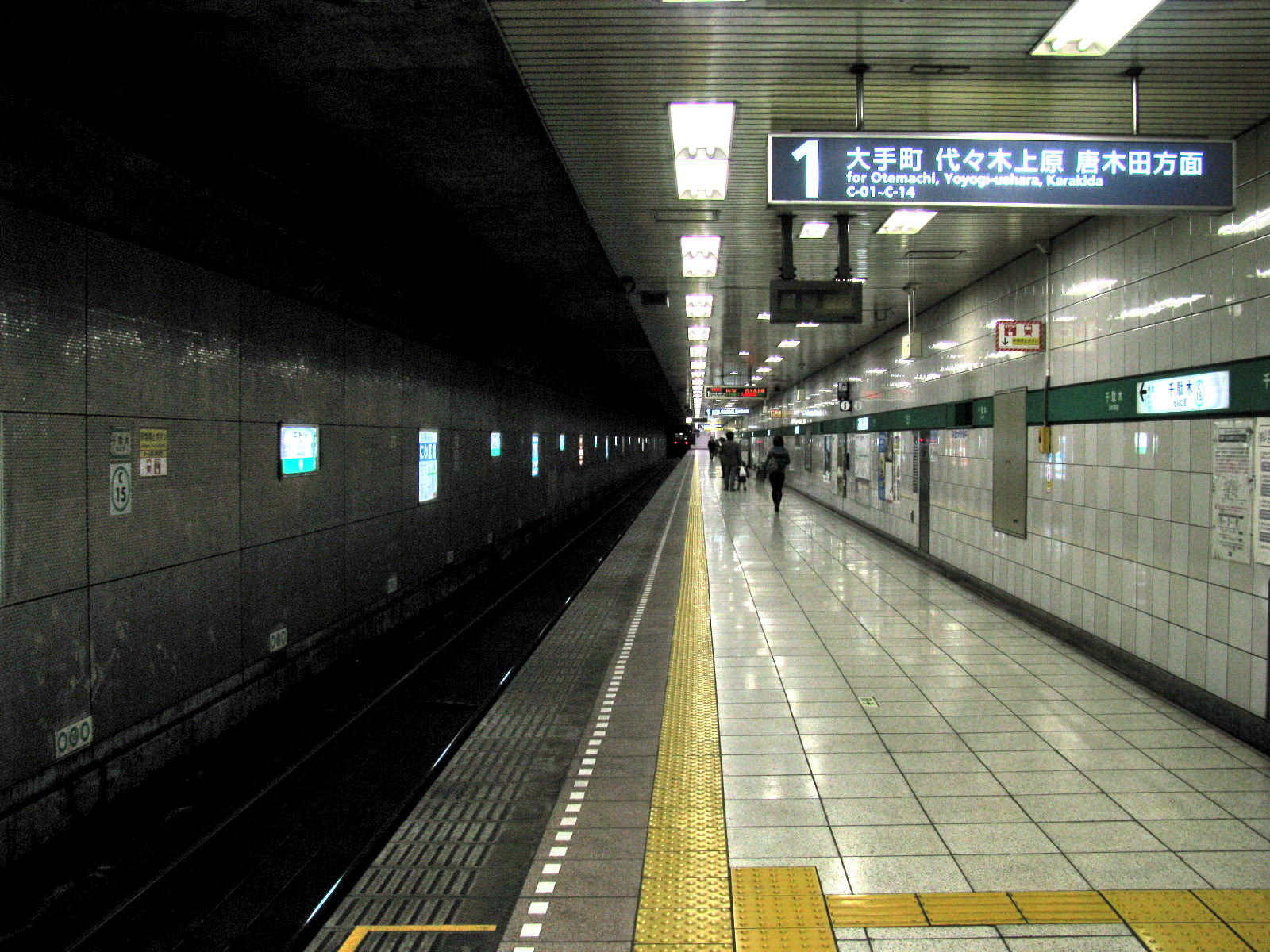
リニューアル前の駅ホーム（2008年2月10日）
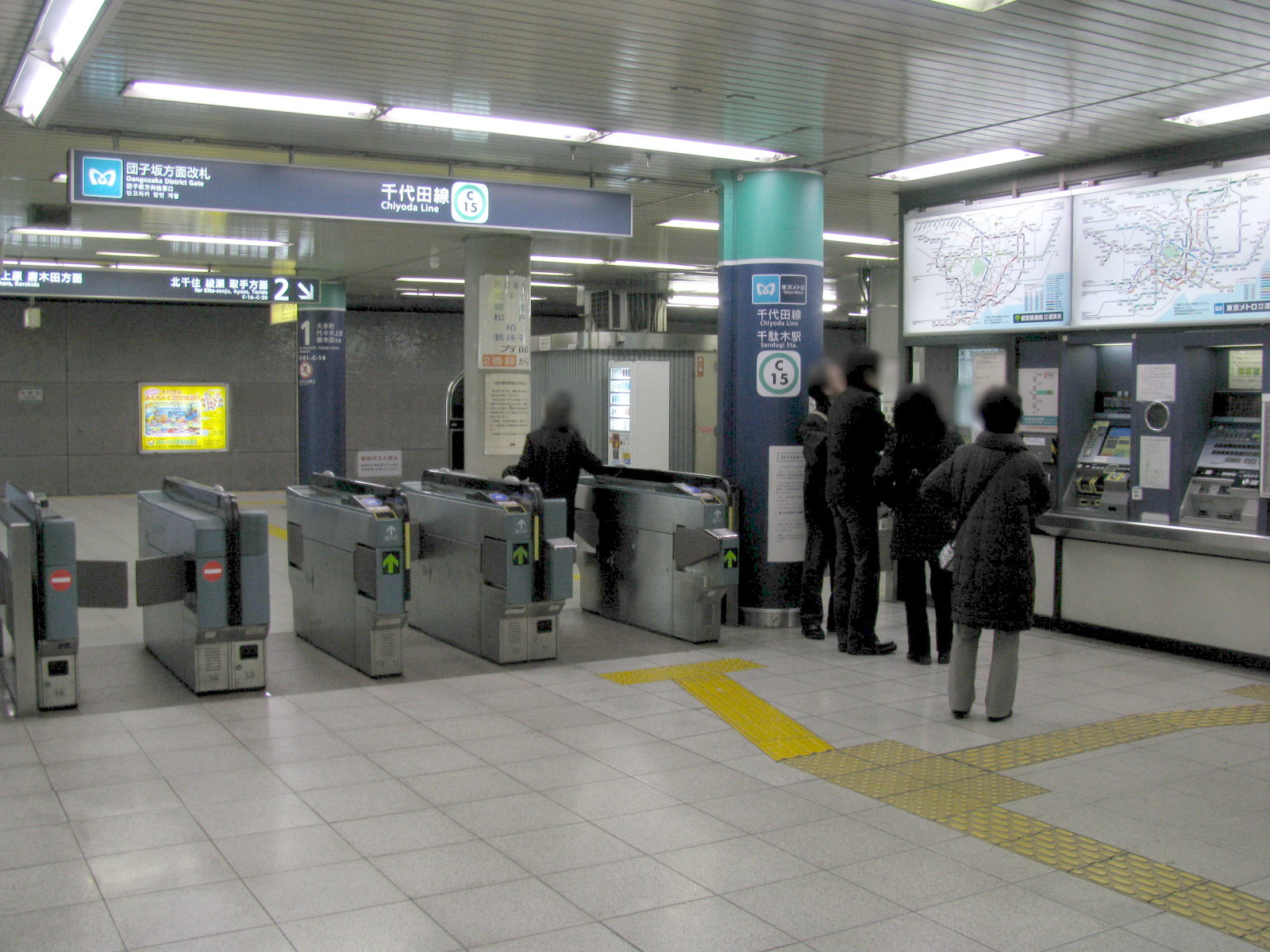
リニューアル前の駅ホーム（2008年2月10日）
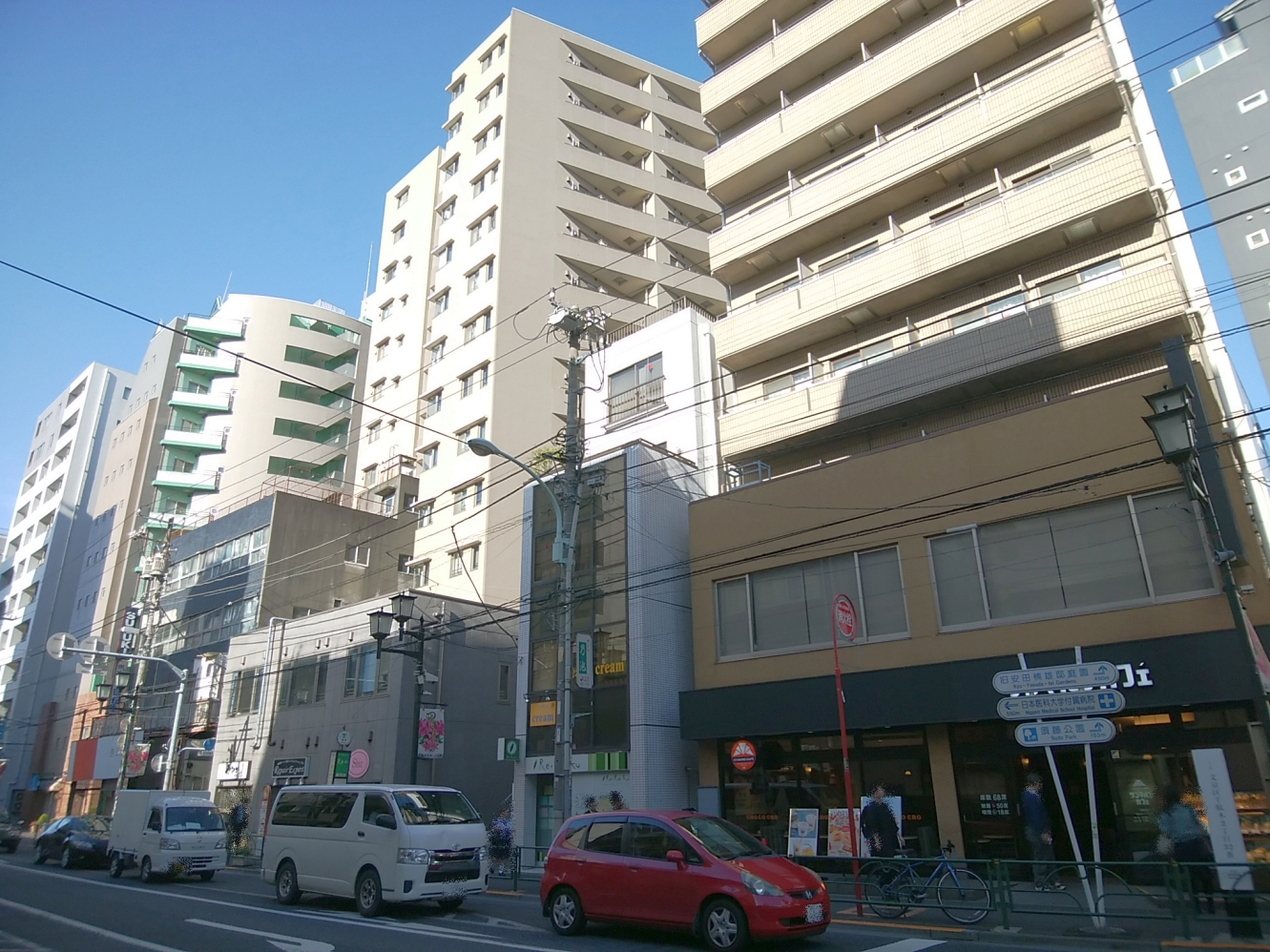
1番出入口南側至近の街並み（2018年4月）
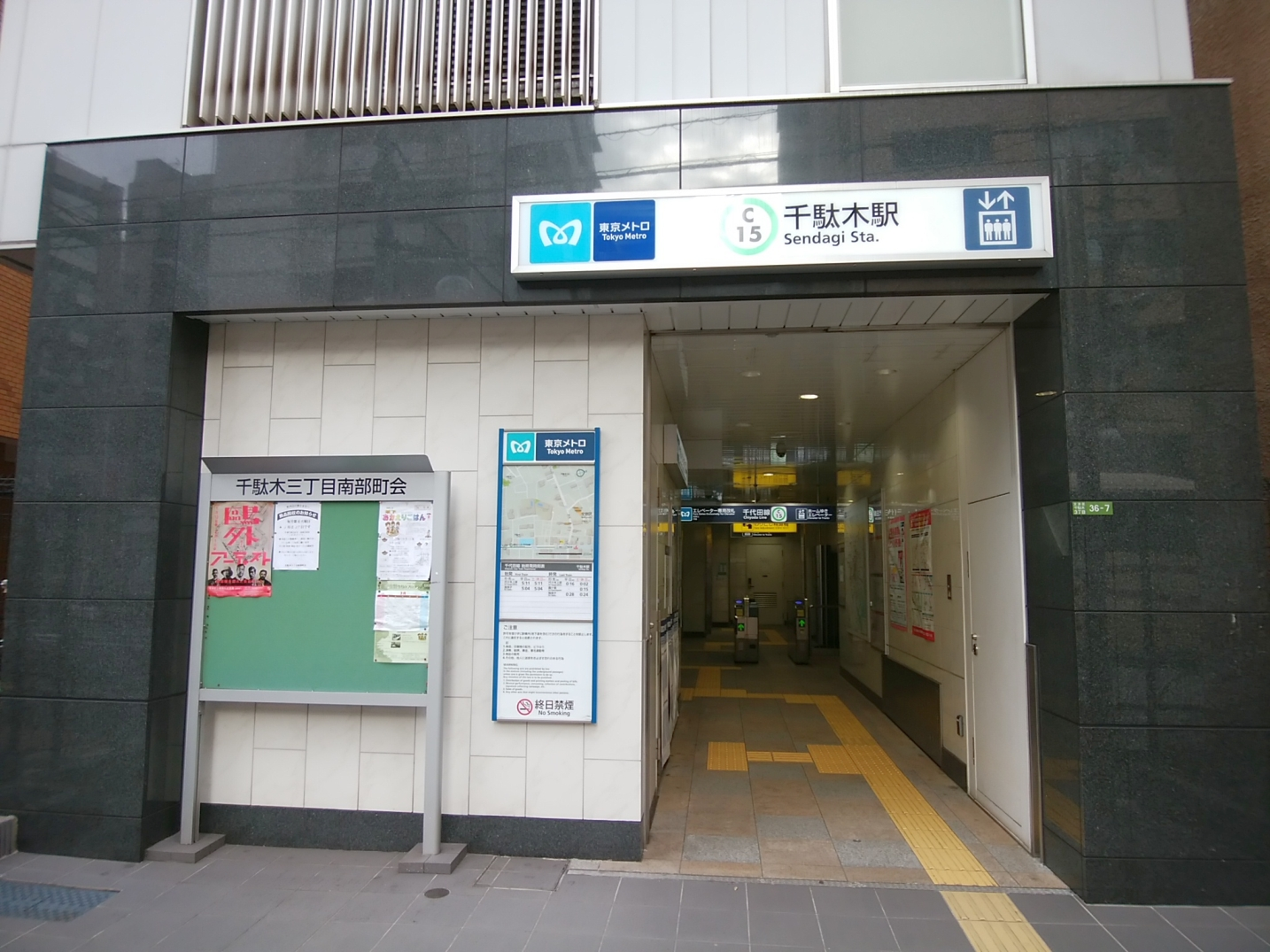
エレベータ専用改札出入口（2018年3月）

### 発車メロディ
2018年10月27日よりスイッチ制作の発車メロディ（発車サイン音）を使用している。
曲は1番線が「Retro Urban」、2番線が「古きをたずねて」（いずれも福嶋尚哉作曲）である。

## 利用状況
2024年度の1日平均乗降人員は28,507人であり、東京メトロ全130駅中112位であった。
近年の1日平均乗降・乗車人員推移は下表の通り。
| 年度               | 1日平均 乗降人員 | 1日平均 乗車人員 | 出典     |
| ------------------ | ---------------- | ---------------- | -------- |
| 1969年（昭和44年） | 11,149           | 5,514            | [ * 1 ]  |
| 1970年（昭和45年） | 15,184           | 7,537            | [ * 2 ]  |
| 1971年（昭和46年） | 23,617           | 11,725           | [ * 3 ]  |
| 1972年（昭和47年） | 25,197           | 12,656           | [ * 4 ]  |
| 1973年（昭和48年） | 26,851           | 13,431           | [ * 5 ]  |
| 1974年（昭和49年） | 29,668           | 14,804           | [ * 6 ]  |
| 1975年（昭和50年） | 24,142           | 12,019           | [ * 7 ]  |
| 1976年（昭和51年） | 23,966           | 12,051           | [ * 8 ]  |
| 1977年（昭和52年） | 24,156           | 12,240           | [ * 9 ]  |
| 1978年（昭和53年） | 24,864           | 12,273           | [ * 10 ] |
| 1979年（昭和54年） | 24,993           | 12,488           | [ * 11 ] |
| 1980年（昭和55年） | 25,102           | 12,714           | [ * 12 ] |
| 1981年（昭和56年） | 25,591           | 12,858           | [ * 13 ] |
| 1982年（昭和57年） | 25,291           | 12,717           | [ * 14 ] |
| 1983年（昭和58年） | 25,933           | 13,144           | [ * 15 ] |
| 1984年（昭和59年） | 26,870           | 13,646           | [ * 16 ] |
| 1985年（昭和60年） | 26,853           | 13,795           | [ * 17 ] |
| 1986年（昭和61年） | 26,866           | 13,849           | [ * 18 ] |
| 1987年（昭和62年） | 27,476           | 13,885           | [ * 19 ] |
| 1988年（昭和63年） | 27,595           | 14,201           | [ * 20 ] |
| 1989年（平成元年） | 27,288           | 14,033           | [ * 21 ] |
| 1990年（平成02年） | 27,788           | 14,273           | [ * 22 ] |
| 1991年（平成03年） | 27,599           | 14,089           | [ * 23 ] |
| 1992年（平成04年） | 27,071           | 14,014           | [ * 24 ] |
| 1993年（平成05年） | 26,793           | 13,876           | [ * 25 ] |
| 1994年（平成06年） | 26,626           | 13,808           | [ * 26 ] |
| 1995年（平成07年） | 26,324           | 13,746           | [ * 27 ] |
| 1996年（平成08年） | 25,421           | 13,259           | [ * 28 ] |
| 1997年（平成09年） | 24,869           | 12,933           | [ * 29 ] |
| 1998年（平成10年） | 24,512           | 12,715           | [ * 30 ] |
| 1999年（平成11年） | 23,822           | 12,397           | [ * 31 ] |
| 2000年（平成12年） | 23,697           | 12,296           | [ * 32 ] |
| 2001年（平成13年） | 23,226           | 11,987           | [ * 33 ] |
| 2002年（平成14年） | 22,906           | 11,774           | [ * 34 ] |
| 2003年（平成15年） | 23,096           | 11,869           | [ * 35 ] |
| 2004年（平成16年） | 23,421           | 11,811           | [ * 36 ] |
| 2005年（平成17年） | 23,956           | 12,121           | [ * 37 ] |
| 2006年（平成18年） | 24,288           | 12,290           | [ * 38 ] |
| 2007年（平成19年） | 24,982           | 12,675           | [ * 39 ] |
| 2008年（平成20年） | 25,170           | 12,833           | [ * 40 ] |
| 2009年（平成21年） | 25,338           | 12,956           | [ * 41 ] |
| 2010年（平成22年） | 25,316           | 12,947           | [ * 42 ] |
| 2011年（平成23年） | 24,674           | 12,635           | [ * 43 ] |
| 2012年（平成24年） | 24,884           | 12,663           | [ * 44 ] |
| 2013年（平成25年） | 25,840           | 13,173           | [ * 45 ] |
| 2014年（平成26年） | 26,050           | 13,240           | [ * 46 ] |
| 2015年（平成27年） | 27,296           | 13,872           | [ * 47 ] |
| 2016年（平成28年） | 28,343           | 14,397           | [ * 48 ] |
| 2017年（平成29年） | 29,107           | 14,773           | [ * 49 ] |
| 2018年（平成30年） | 29,567           | 14,986           | [ * 50 ] |
| 2019年（令和元年） | 29,659           | 15,016           | [ * 51 ] |
| 2020年（令和02年） | 21,318           |                  |          |
| 2021年（令和03年） | 23,053           |                  |          |
| 2022年（令和04年） | 25,947           |                  |          |
| 2023年（令和05年） | 27,607           |                  |          |
| 2024年（令和06年） | 28,507           |                  |          |

## 駅周辺
- 文京区立本郷図書館[17][18][19]
- 文京区汐見地域活動センター
- 文京区立汐見小学校
- 文京区立第八中学校
- 文京区保健サービスセンター本郷支所
- 台東区谷中防災コミュニティセンター（西部区民事務所谷中分室、谷中区民館、谷中児童館、谷中こどもクラブ、中央図書館谷中分室、防災機能を備えた複合施設）
- 日本医科大学千駄木キャンパス
- 東洋大学白山キャンパス
- 東洋大学国際会館
- 東京藝術大学上野キャンパス
- 東京大学地震研究所
- 東京大学追分インターナショナルハウス
- 早稲田大学市嶋記念千駄木学生寮
- 郁文館中学校・高等学校
- 駒込中学校・高等学校
- 日本医科大学付属病院[20][21]
- 東京都立駒込病院
- 谷中銀座商店街
- よみせ通り
- 団子坂
- 文京区立森鷗外記念館（記念館が建つ場所は森鷗外の旧居「観潮楼」跡地）
- 根津神社[22]
- 朝倉彫塑館[23]
- 上野桜木
- 谷中霊園
- 旧安田楠雄邸庭園[24]
- 島薗邸（国登録有形文化財島薗家住宅）[25][26]
- ファーブル資料館[27]
- 岩田専太郎コレクション 金土日館（昭和の挿絵画家の第一人者として知られる岩田専太郎作品の原画と共に当時の書籍・雑誌を展示公開）[28]
- 大名時計博物館
- 半床庵（都指定有形文化財）[29]
- 観音寺築地塀（国登録有形文化財）[30]
- 道灌山[31]
- 文京区立須藤公園（江戸時代の加賀藩の支藩の大聖寺藩の屋敷跡）[32]
- 岡倉天心記念公園（岡倉天心の旧居跡）[33][34]
- 高村光太郎旧居跡（高村光太郎の旧居跡）[35]
- 講談社発祥の地[36]
- 青鞜社発祥の地[37]
- 夏目漱石旧居跡[38]
- 千駄木ふれあいの杜（屋敷森）[39]（江戸時代は太田道灌の子孫である太田摂津守の下屋敷であった[40]。地元住民で構成する「千駄木の森を考える会」が文京区と協定で維持管理を、そして自然観察会といったイベントの企画・運営を行っている）
- 文京千駄木三郵便局
- みすほ銀行根津支店
- Sakura Hotel Nippori[41]
- hanare
- NTT東日本駒込データセンター[42]
- 日本政策金融公庫駒込高風荘
- サンマルクカフェ東京研修センター
- 日本工業経済新聞社
- NJS日本住宅新聞社
- 新光ホールディングス株式会社
- 坂入産業
- ウイニング
- コシヅカハム
- HAGI STUDIO[43]
- REC東京支店
- 不忍通り（東京都道437号秋葉原雑司ヶ谷線）
- 東京都道452号神田白山線

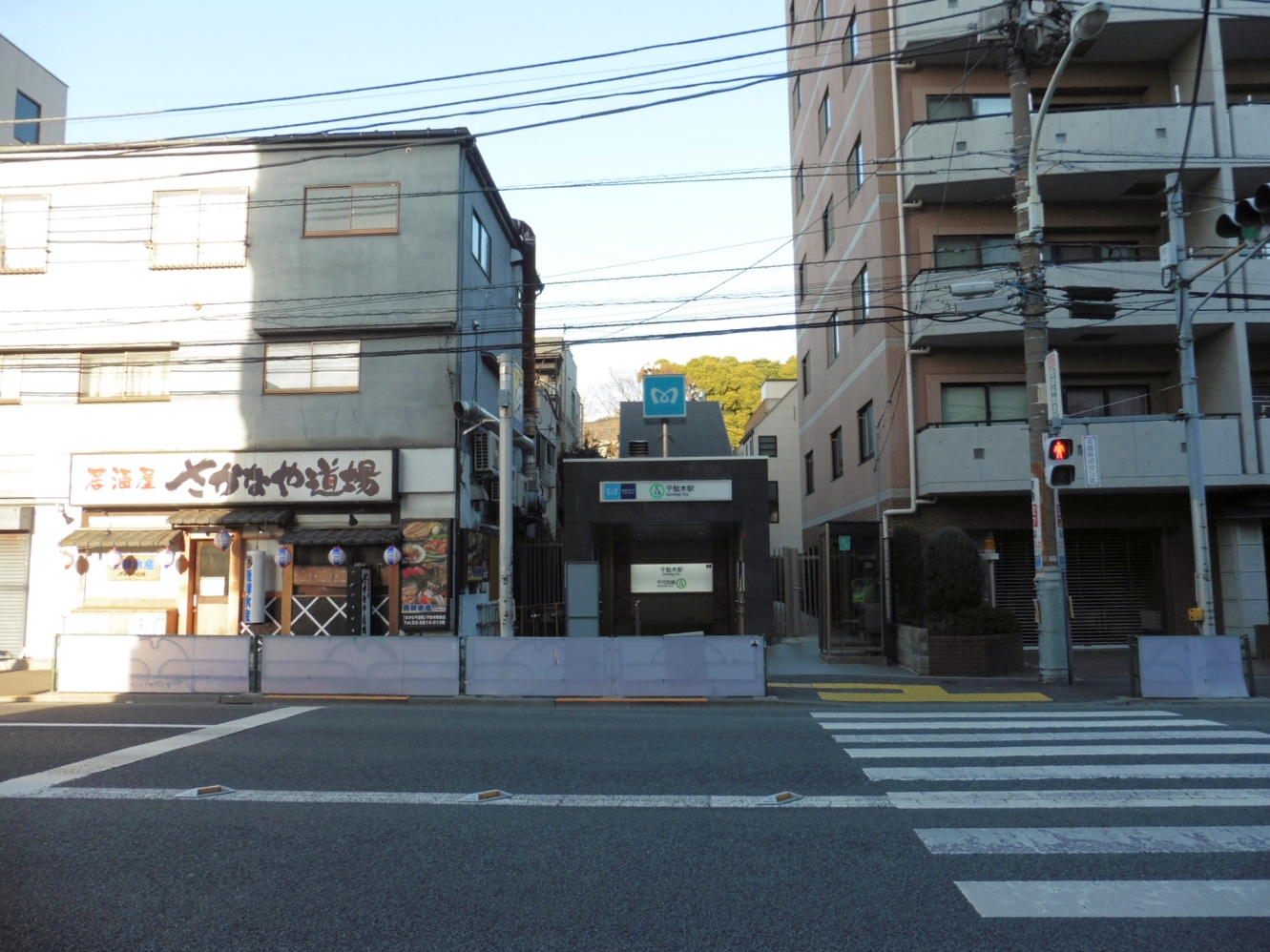
2番出入口周辺（2018年3月）
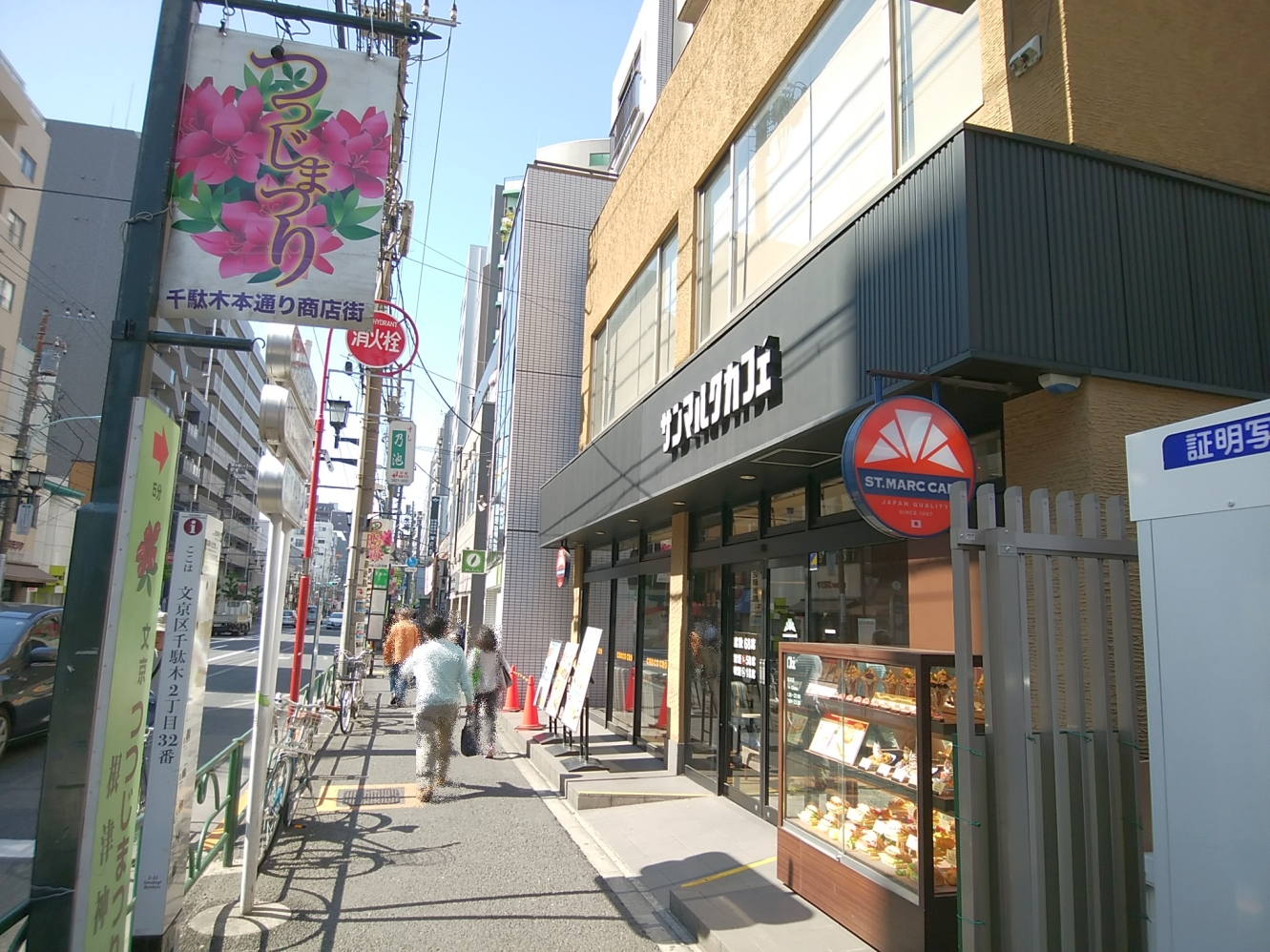
1番出入口至近【不忍通り】（2018年4月）
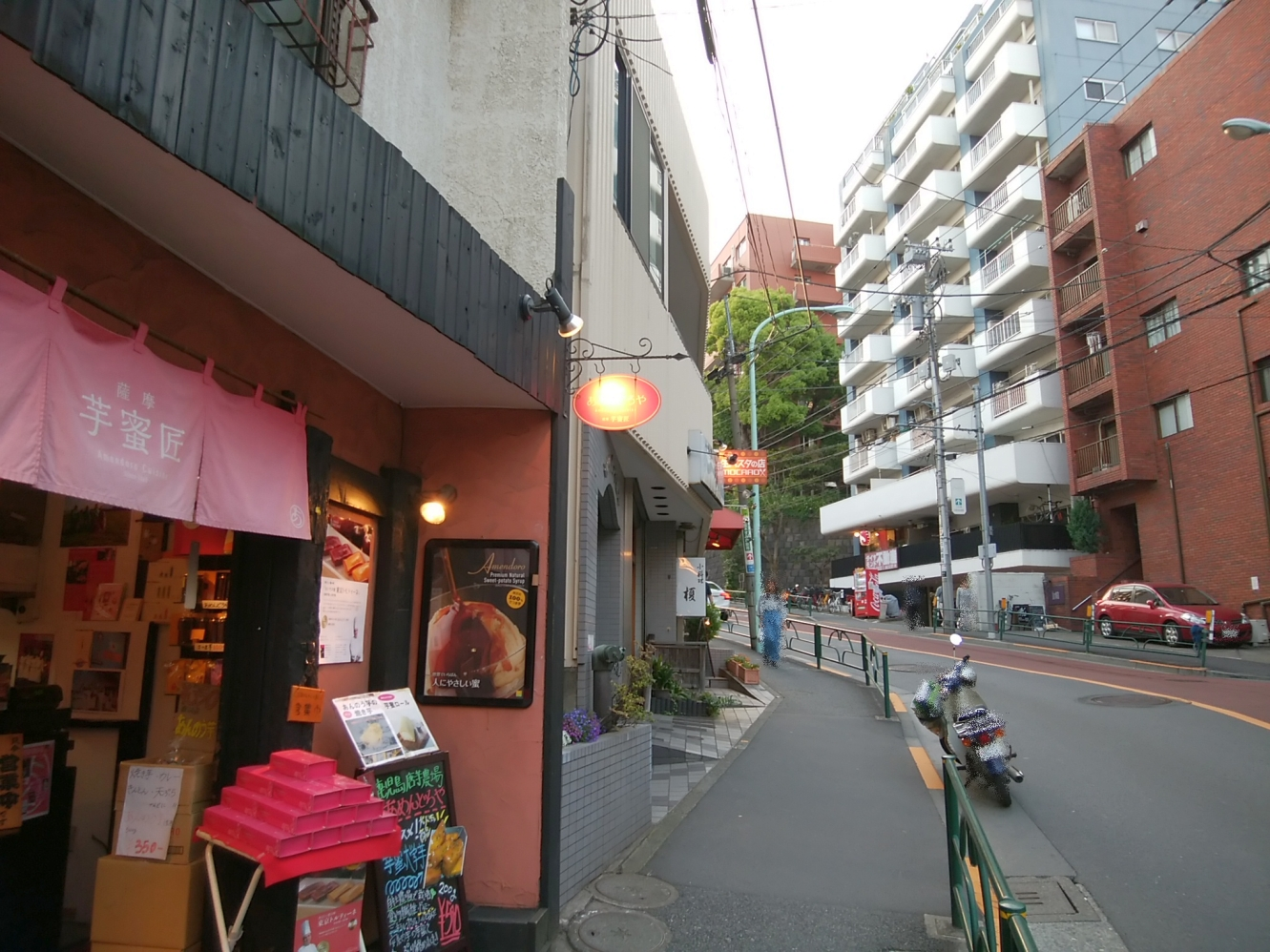
1番出入口周辺【団子坂】（2018年4月）
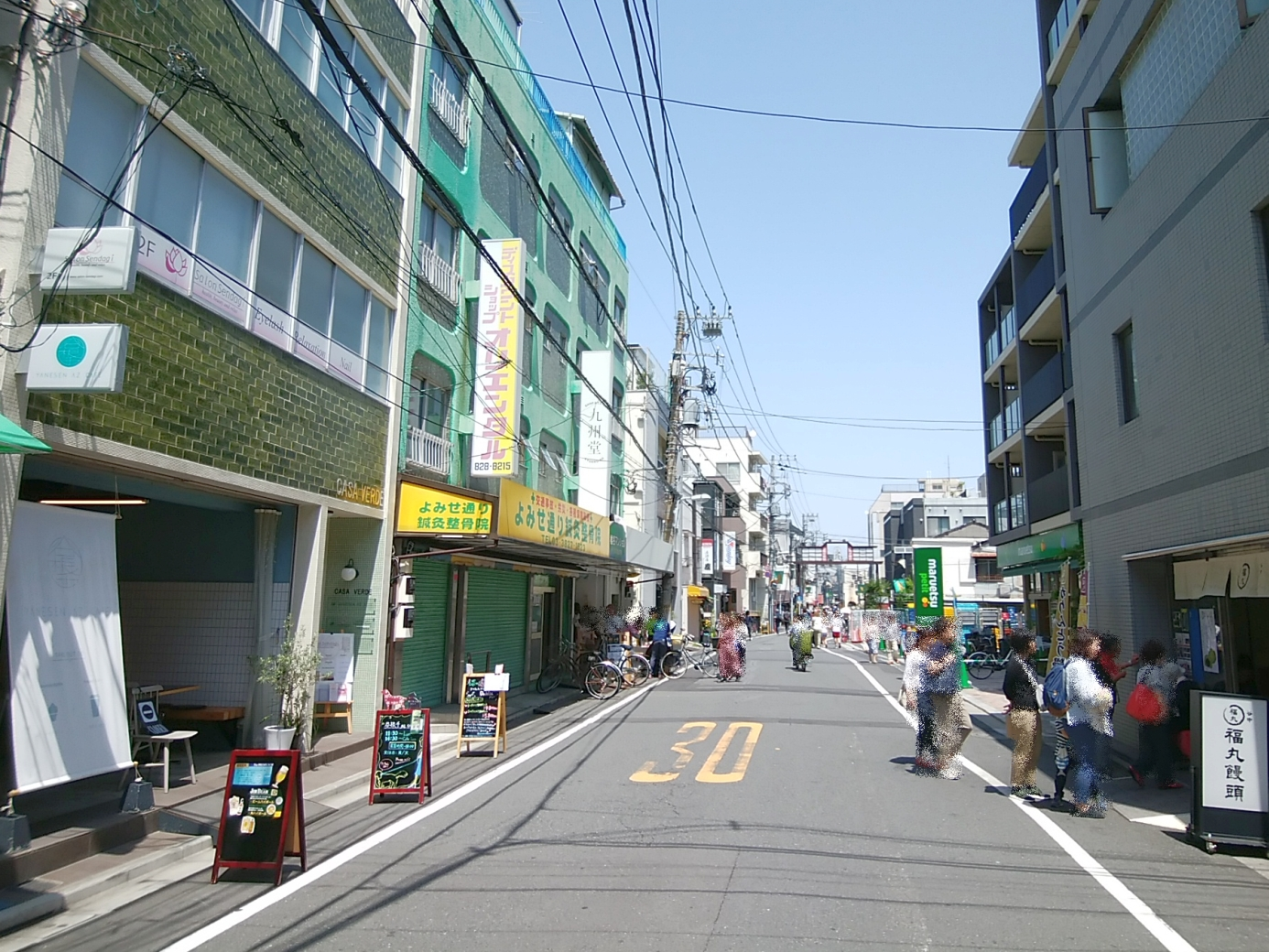
2番出入口周辺【よみせ通り】（2018年4月）
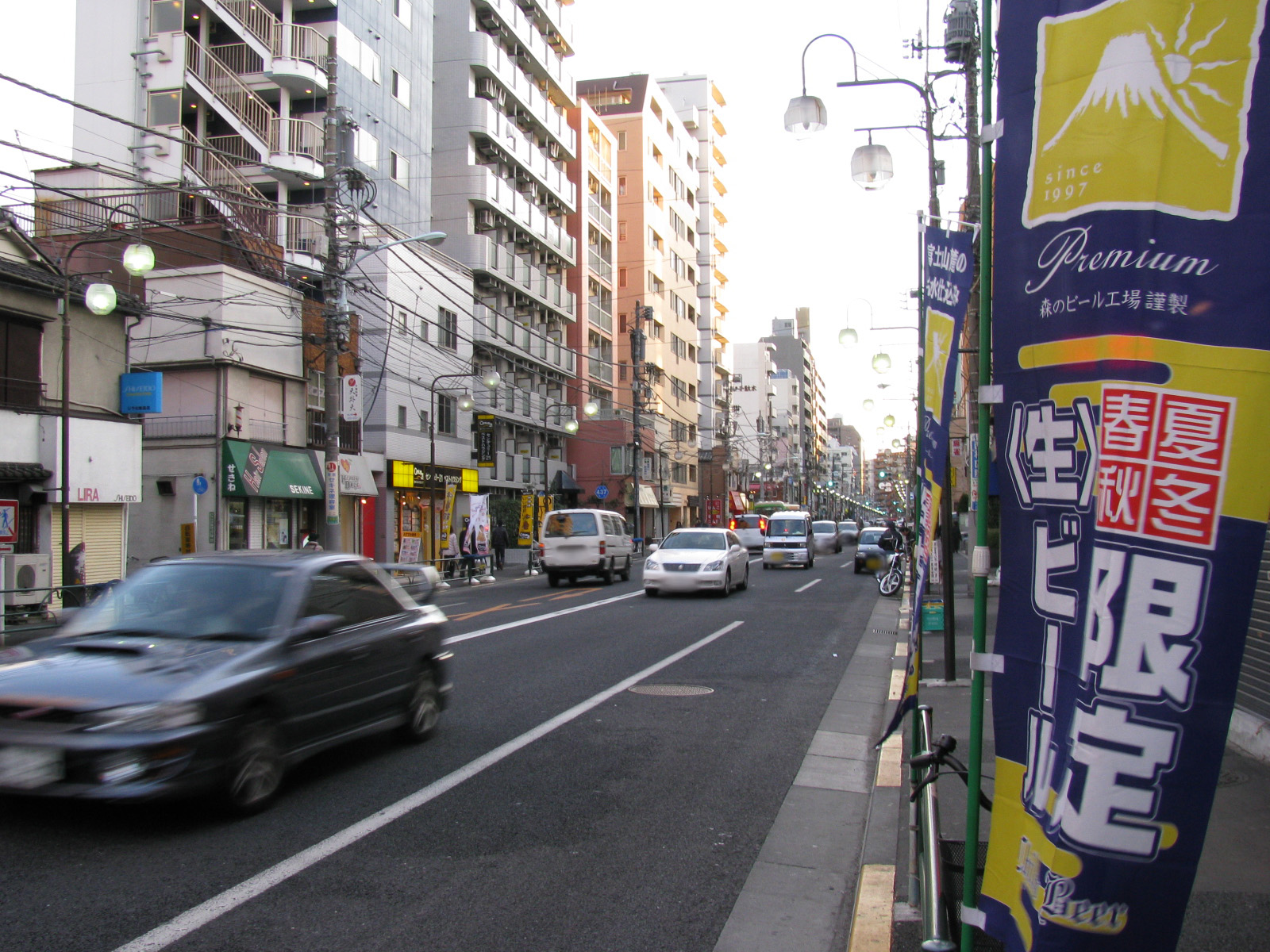
駅周辺（地上部）の様子（2008年2月10日）
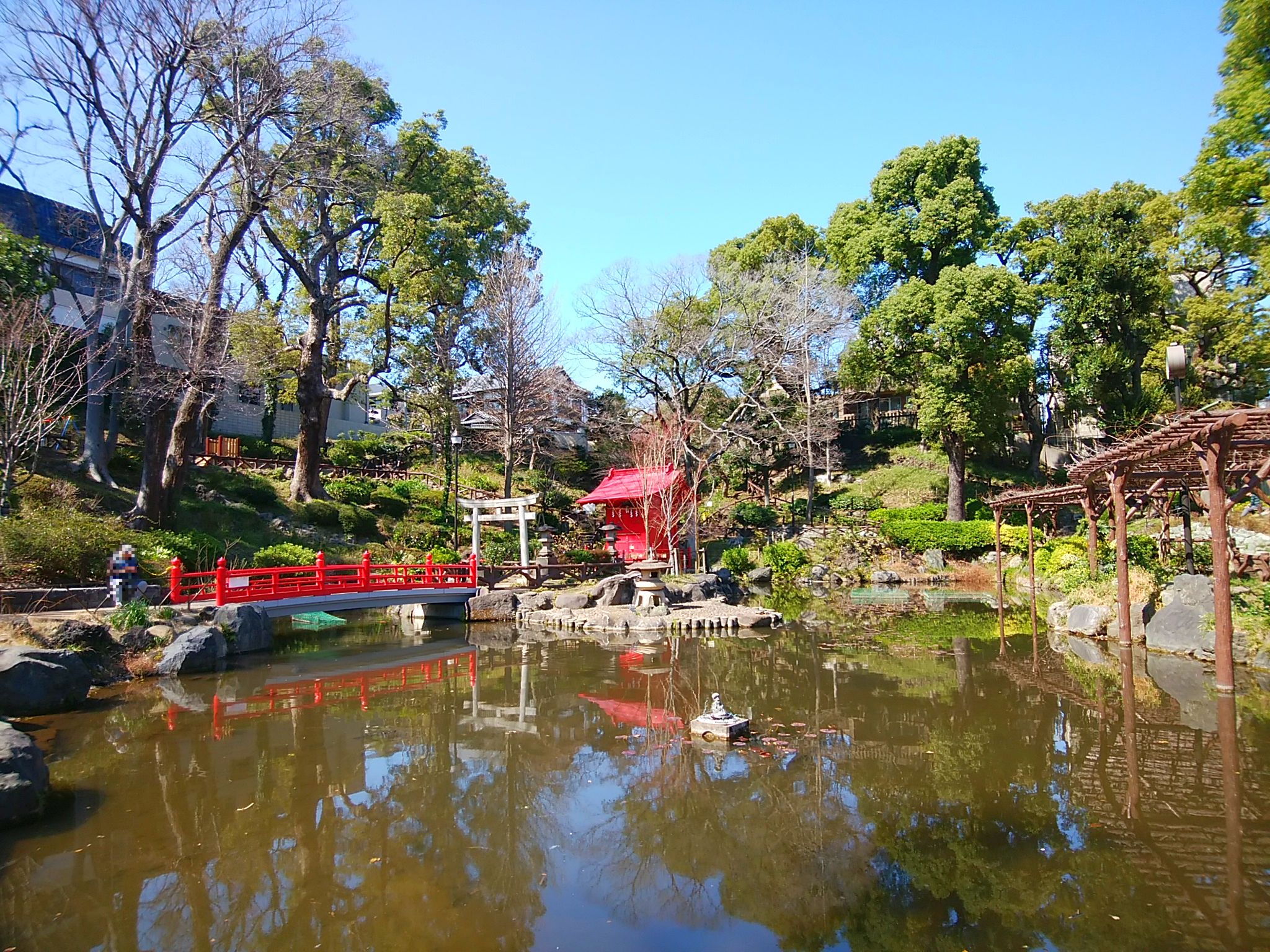
文京区立須藤公園
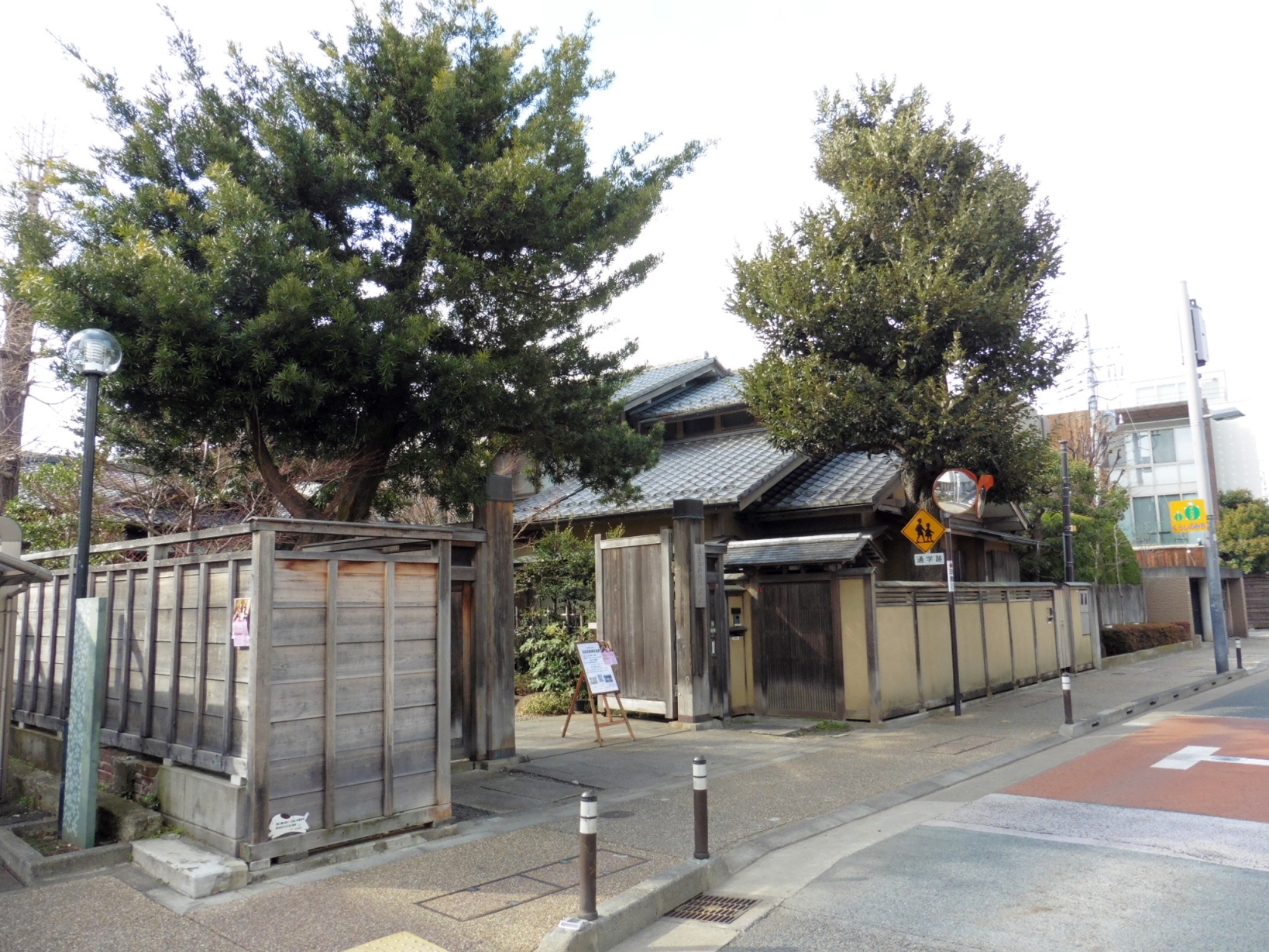
旧安田楠雄邸庭園
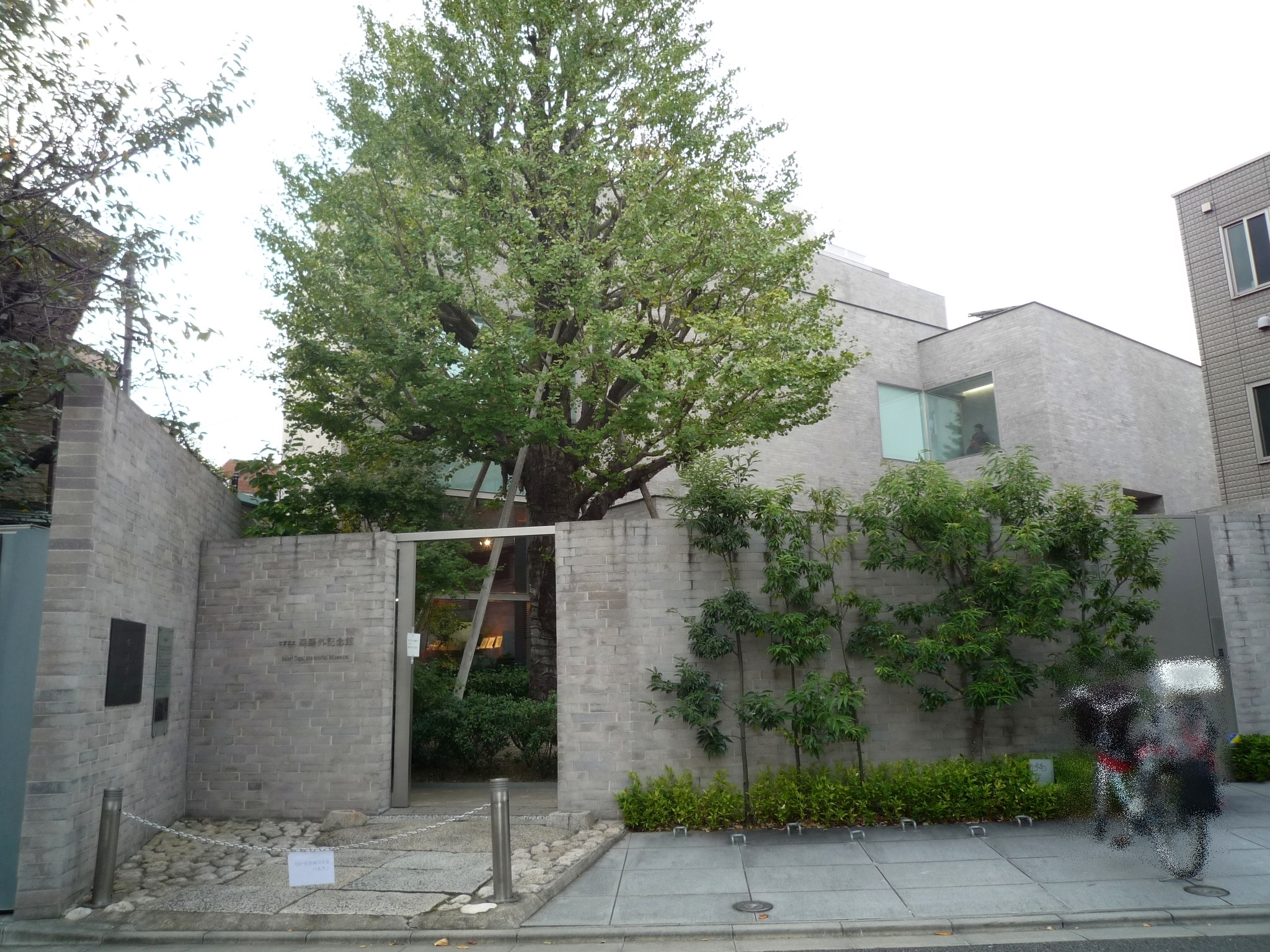
文京区立森鷗外記念館
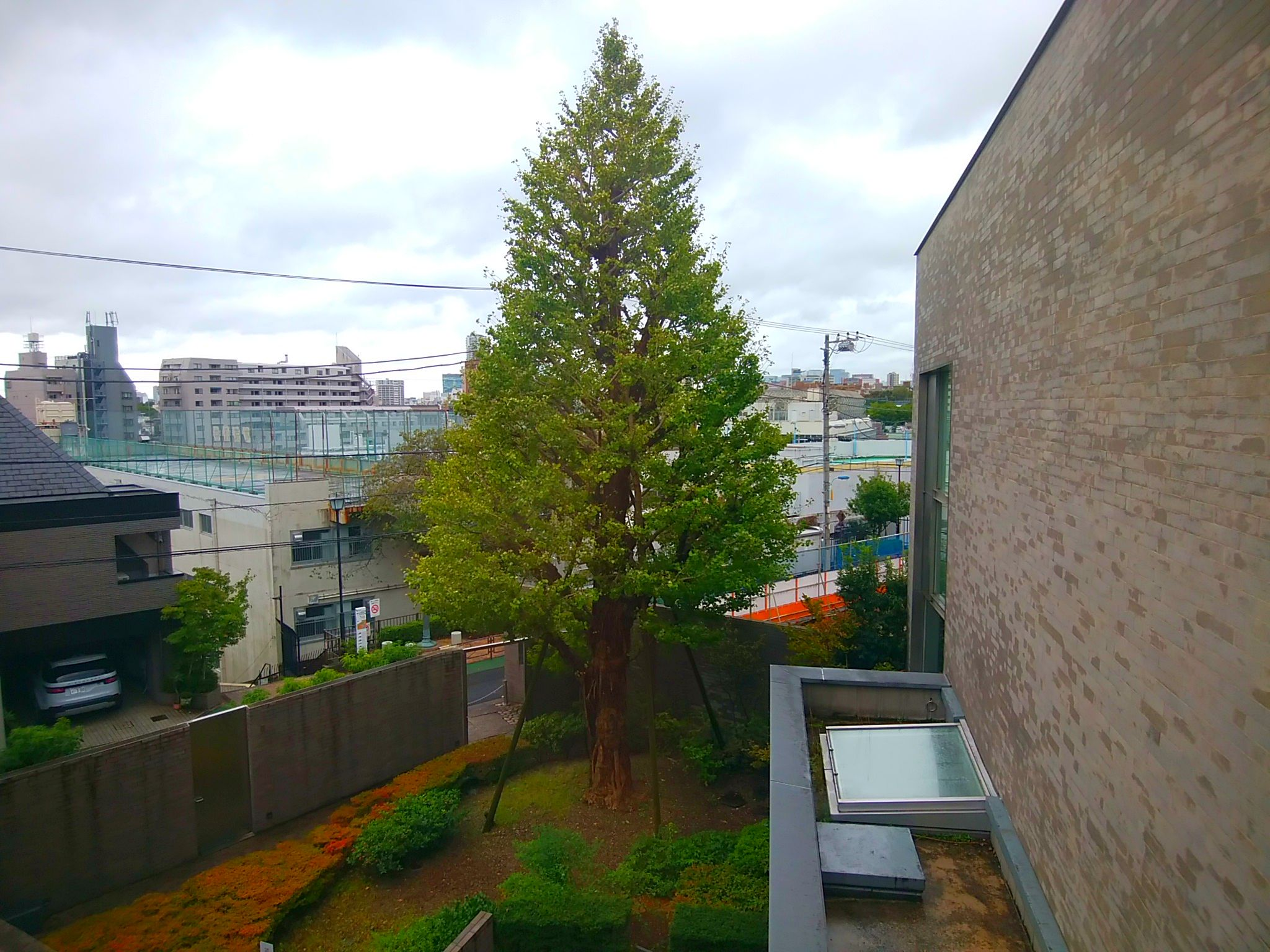
森鴎外記念館「観潮楼」ゆかりの大イチョウ
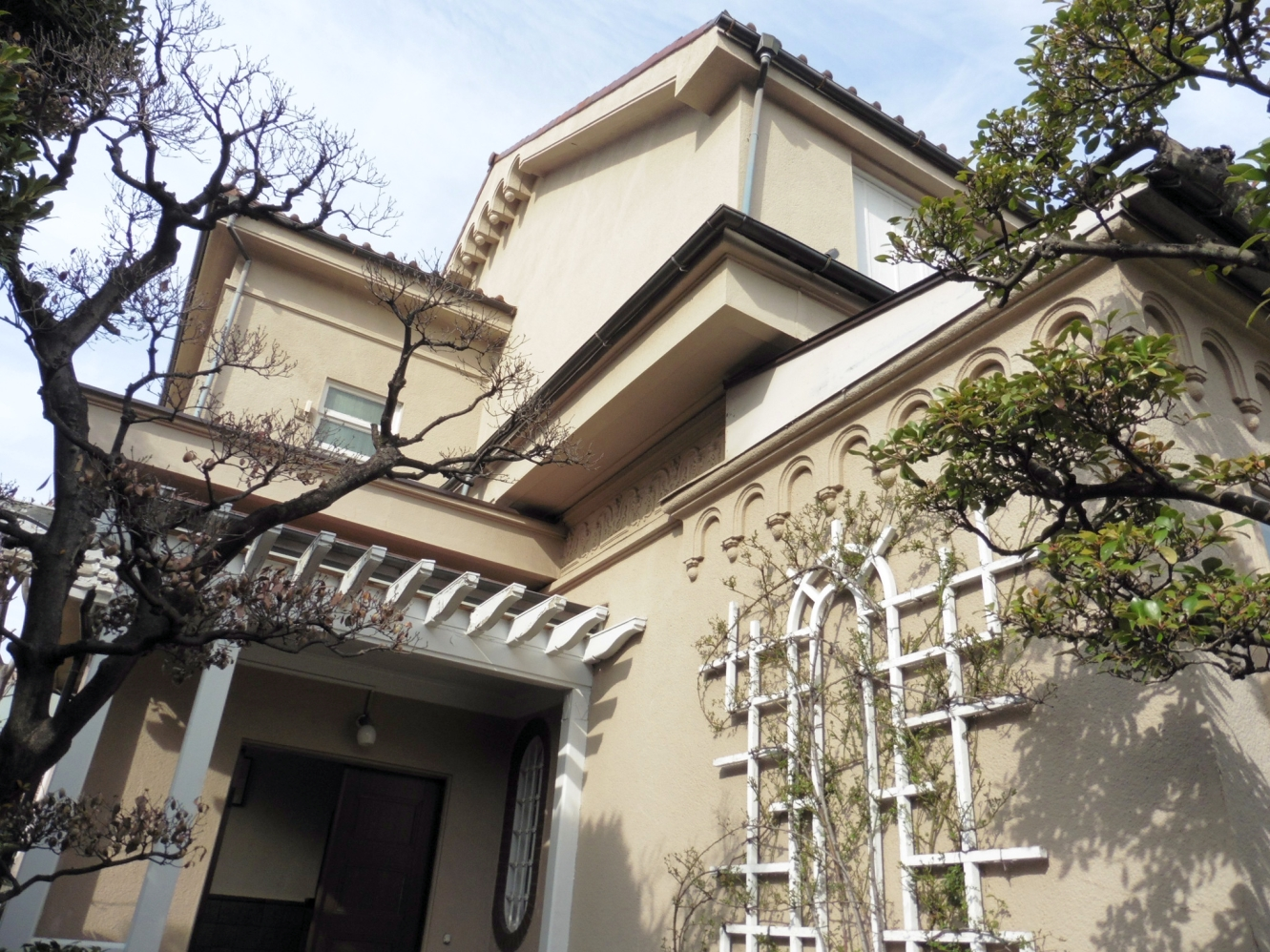
島薗邸
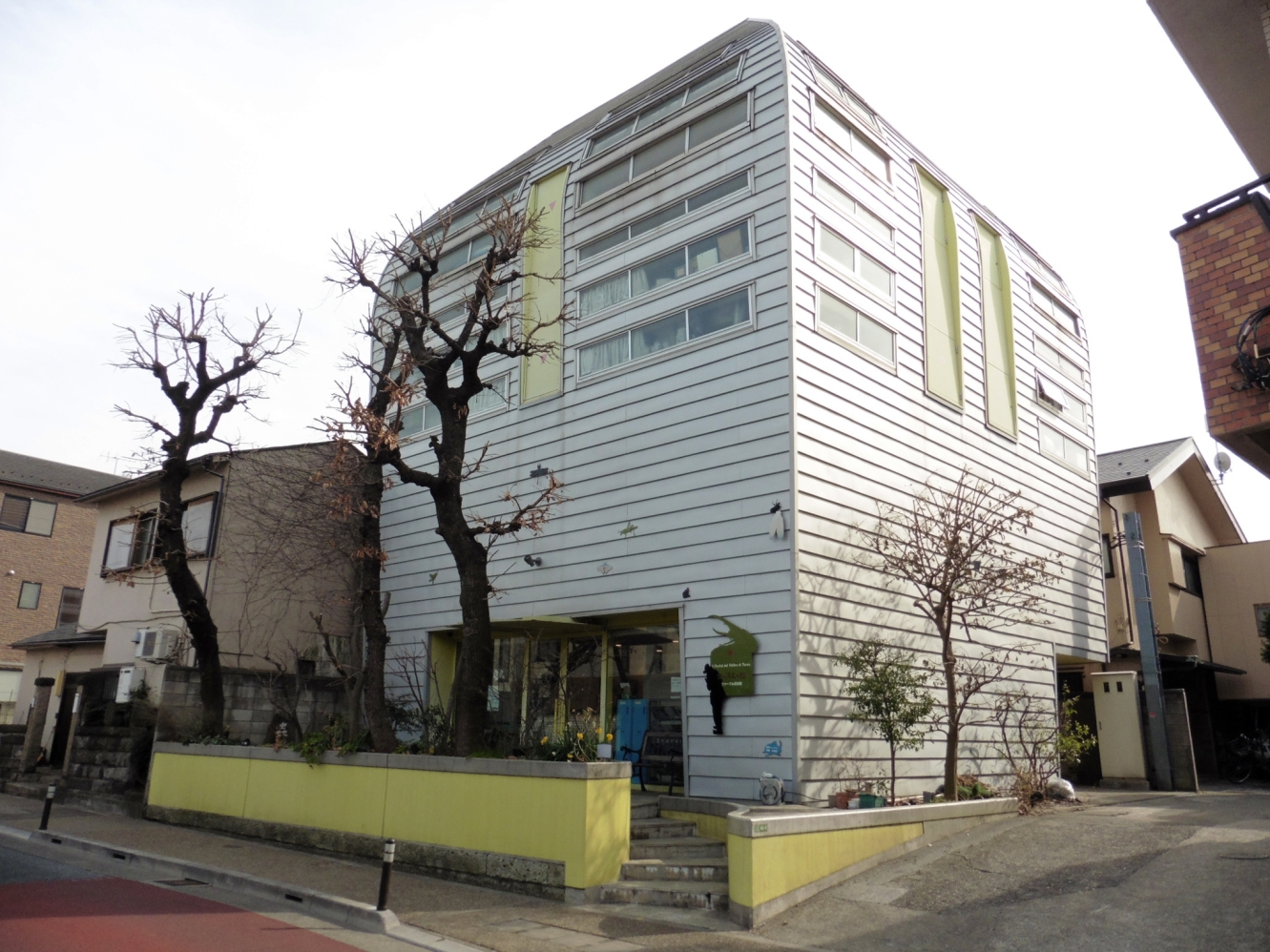
ファーブル資料館
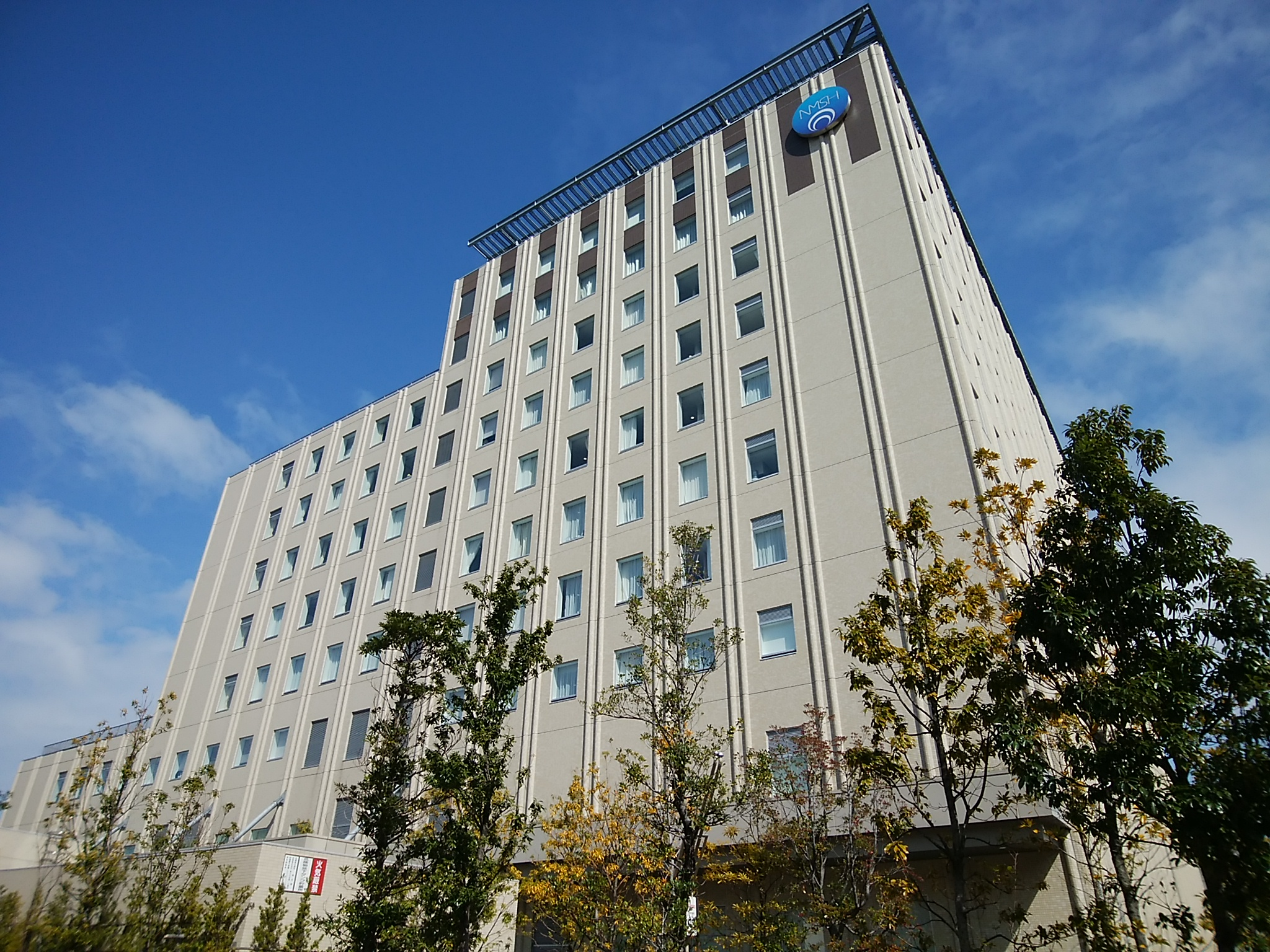
日本医科大学付属病院
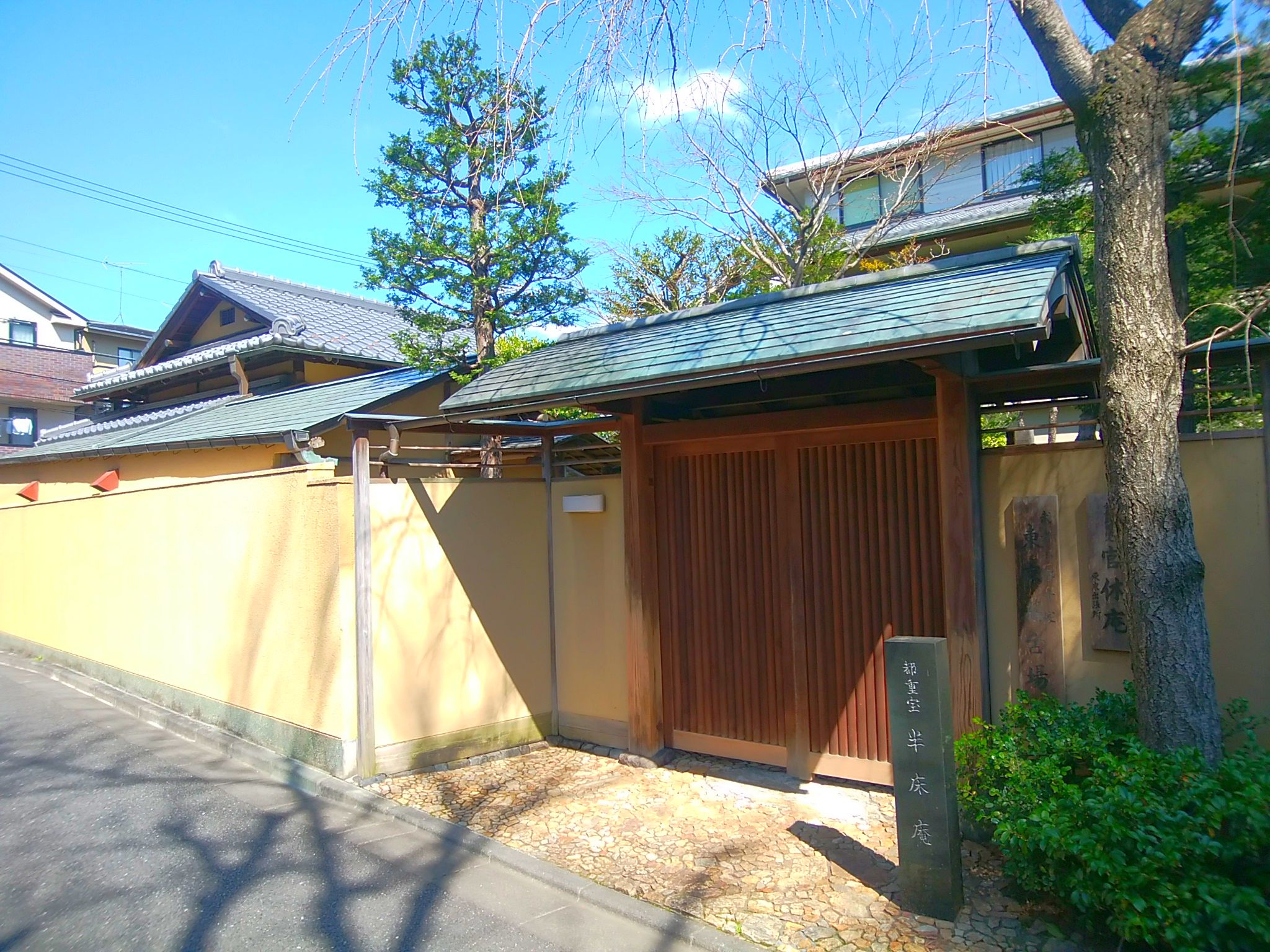
半床庵（都指定有形文化財建造物）
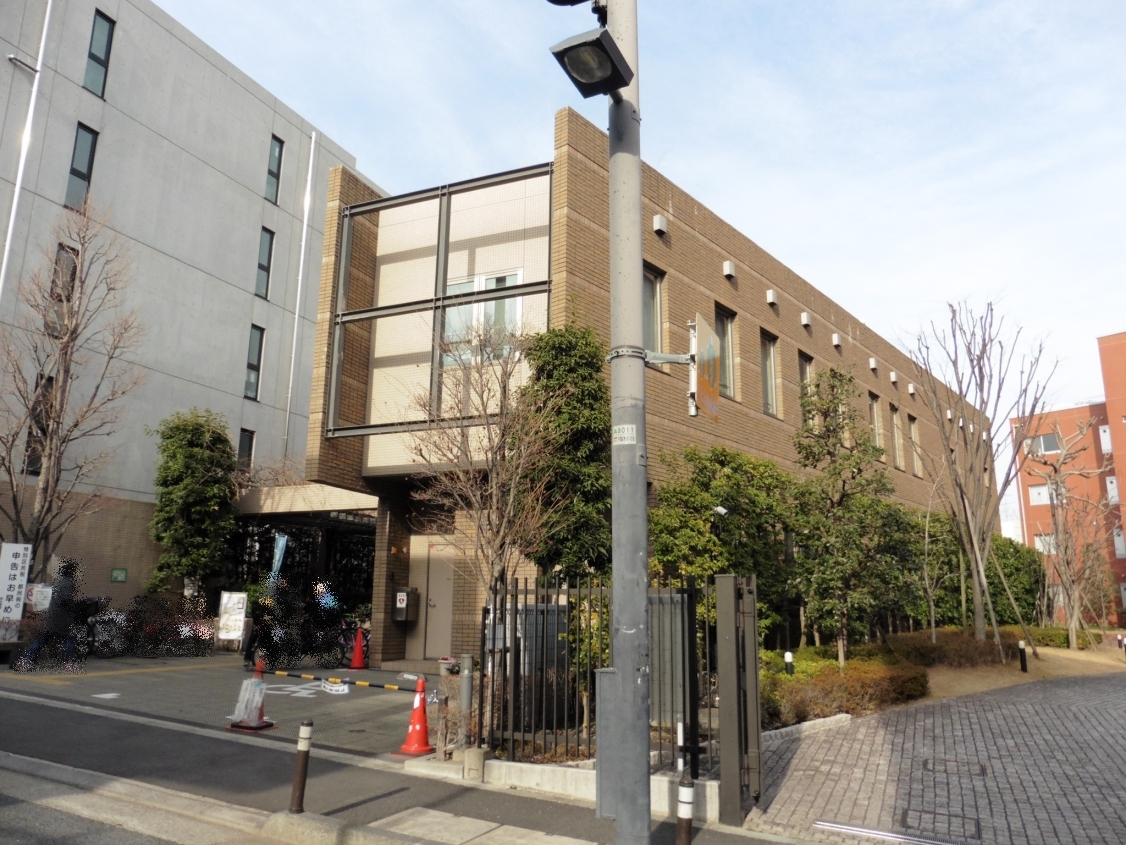
文京区立本郷図書館
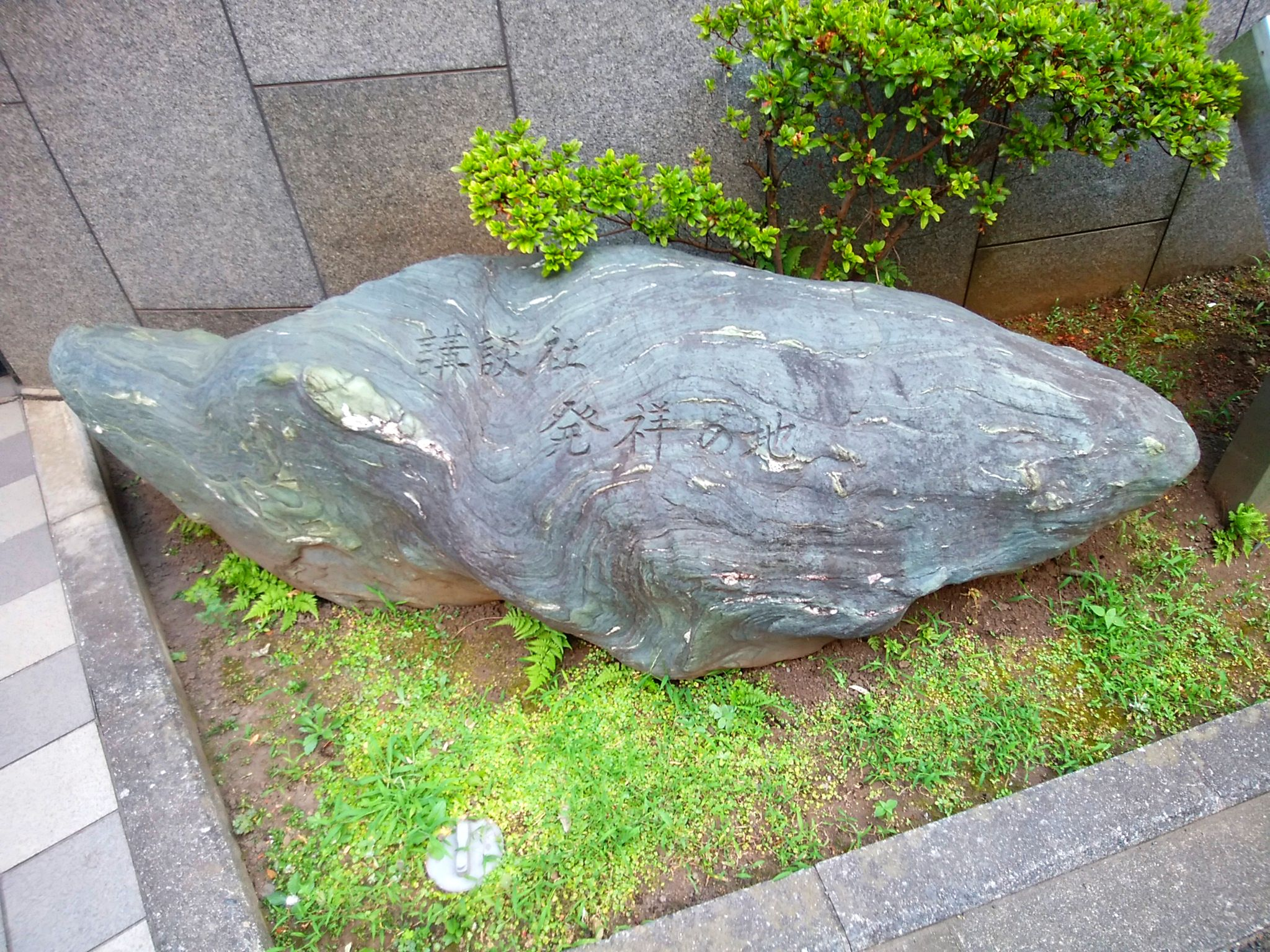
講談社発祥の地（記念碑）

### バス路線
不忍通りと東京都道452号線の交差点である団子坂下付近にある「団子坂下」が最寄りバス停留所となる。東京都交通局により運行される都営バスの以下の路線バスが発着する。
- 都営バス
  - 上58：早稲田行 / 上野松坂屋前行
  - 草63：浅草寿町行 / 池袋駅東口行・巣鴨駅前行

また、日立自動車交通が「千駄木駅」停留所から利用できる。
- 日立自動車交通
  - 東西めぐりん（上野公園経由・三崎坂往復ルート）：谷中霊園入口・京成上野駅・上野駅・浅草駅・新御徒町駅方面（循環ルート）
  - 東西めぐりん（鶯谷駅経由・日医大回りルート）：根津駅・京成上野駅・上野駅・浅草駅・新御徒町駅方面（循環ルート）
  - Bーぐる 千駄木・駒込ルート：南北線駒込駅・千石駅・文京シビックセンター（春日駅前）方面

## 隣の駅
東京地下鉄（東京メトロ）
 千代田線
根津駅 (C 14) - 千駄木駅 (C 15) - 西日暮里駅 (C 16)